# Sherrill (Nowy Jork)
Sherrill – miasto w Stanach Zjednoczonych, w stanie Nowy Jork, w hrabstwie Oneida.